# باشگاه ورزشی سیکو
باشگاه ورزشی سیکو یکی از محبوب‌ترین و موفق‌ترین تیم‌های فوتبال در تاریخ فوتبال هنگ کنگ بود. این تیم پس از فصل ۸۶–۱۹۸۵ از لیگ دسته اول هنگ کنگ کناره‌گیری کرد.

## افتخارات
- لیگ دسته اول هنگ کنگ
  - قهرمانی (۹)
    - نایب قهرمانی (۳)
- چلنج لیگ بزرگسالان هنگ کنگ
  - قهرمانی (۸)
    - نایب قهرمانی (۲)
- جام حذفی هنگ کنگ
  - قهرمانی (۶)
    - نایب قهرمانی (۱)
- جام وایسروی هنگ کنگ
  - قهرمانی (۶)
    - نایب قهرمانی (۲)